# Einstein Telescope
El Telescopio Einstein u Observatorio Einstein (en inglés Einstein Telescope, o ET, por sus siglas) es una propuesta para un futuro detector de ondas gravitacionales basado en tierra de tercera generación, actualmente bajo estudio por algunas instituciones de la Unión Europea. Será capaz de comprobar la teoría general de la relatividad en condiciones de campo fuerte, y de realizar astronomía de ondas gravitacionales de precisión.
El ET es un proyecto apoyado por la Comisión Europea bajo el Programas marco de investigación y desarrollo tecnológico 7 (FP7). Se trata del estudio y el diseño conceptual de una nueva infraestructura de investigación en el campo emergente emergente de la astronomía de ondas gravitacionales.

## Grupos técnicos
A través de sus cuatro grupos de trabajo técnicos, el proyecto ET-FP7 está abordando las cuestiones básicas para la realización de este observatorio propuesto: ubicación y características del emplazamiento (WP1), diseño y tecnologías de suspensión (WP2), topología y geometría del detector (WP3), requisitos de las capacidades de detección y potencialidades astrofísicas (WP4).

### Participantes
ET es un proyecto de estudio de diseño en el Programa Marco Europeo (FP7). Ha sido propuesto por 8 institutos europeos de investigación experimental de ondas gravitacionales, coordinados por el Observatorio Gravitacional europeo:
- European Gravitational Observatory
- Istituto Nazionale di Fisica Nucleare
- Max-Planck-Gesellschaft zur Förderung der Wissenschaften e. V., a través del Max-Planck-Institut für Gravitationsphysik
- Centre National de la Recherche Scientifique
- University of Birmingham
- University of Glasgow
- Nikhef
- Cardiff University

## Prototipo
Un prototipo, o instalación de prueba, llamado ET Pathfinder será construido en la Universidad de Maastricht en los Países Bajos.